# Gilles Lalay
Gilles Lalay (ur. 21 marca 1962 w Peyrat-le-Château, zm. 7 stycznia 1992 w Kapsztadzie) – francuski motocyklista rajdowy i enduro. Zwycięzca Rajdu Dakar w roku 1989. Dwukrotnie drugi (1986, 1991) podczas tego rajdu, a w 1988 roku zajął trzecie miejsce. Zmarł w 1992 r. z powodu obrażeń jakich doznał podczas wypadku na trasie kolejnej edycji Rajdu Paryż-Kapsztad.

## Kariera i osiągnięcia
W latach 80. był jednym z najlepszych motocyklistów enduro na świecie. Dziesięciokrotnie zwyciężał w mistrzostwach Francji w enduro (1979–1990). Startował również z osiągnięciami w zawodach International Six Days Enduro. Zwycięzca Rajdu Atlas w kategorii motocykli w latach 1986, 1987 i 1989. Był również zwycięzcą Rajdu Djerba 500 w 1984 roku. Dwukrotny wicemistrz Europy w enduro z 1983 (kat. 125 cm³) i 1984 (kat. 250 cm³). Największym osiągnięciem Lalaya było zwycięstwo w Rajdzie Dakar w 1989 roku w kategorii motocykli.
Poniósł śmierć na trasie Rajdu Paryż-Kapsztad, 7 stycznia 1992 r. w wyniku kolizji z pojazdami organizatorów rajdu w miejscowości Lumombo (Kongo).

### Gilles Lalay Classic
Po jego śmierci w latach 1992-2001 organizowano zawody enduro o nazwie Gilles Lalay Classic upamiętniające zasługi Lalaya dla sportu motocyklowego. Zmagania te są konkursem otwartym dla dwustu endurowców, którzy startują na trasie o długości 200 km między miastami Limoges a Haute-Vienne co stanowi pierwszy etap zmagań. Do drugiego etapu przechodzi najlepsza setka zawodników. Drugi etap Gilles Lalay Classic ma miejsce wokół jeziora Lac de Vassivière. Trzeci etap tego rajdu stanowi stromy podjazd na szczyt góry Côte du Corbeau Mort.

## Podia w Rajdzie Dakar
| Rok  | Motocykl        | Pozycja |
| ---- | --------------- | ------- |
| 1986 | Honda NXR 780   |         |
| 1988 | Honda NXR 750   |         |
| 1989 | Honda NXR 800V  |         |
| 1991 | Yamaha YZE 750T |         |